# Лесная улица (Сестрорецк)
Лесна́я у́лица — улица в городе Сестрорецке Курортного района Санкт-Петербурга. Проходит от улицы Андреева до набережной реки Сестры. На запад продолжается Купальным переулком.
Название известно с 1898 года. Дано, скорее всего, в связи с тем, что прежде, до начала строительства дач, здесь располагался лес.
На участке улицы Андреева до Оранжерейной улицы всю южную сторону Лесной улицы занимает Верхний парк.

## Примечательные здания

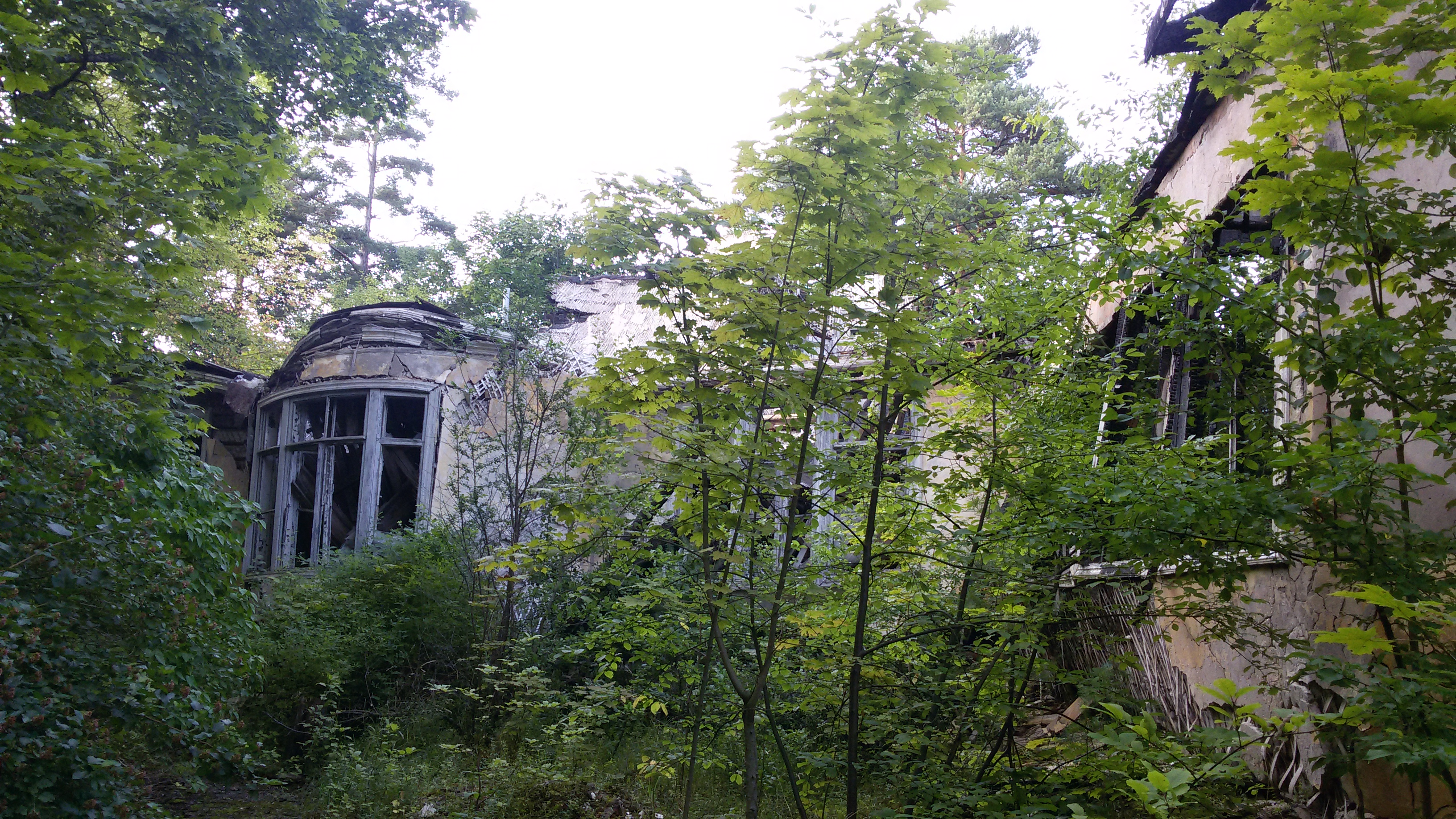
Руины дачи Фертиг, 2017

- № 7 — дача Л. М. Клячко, 1908, арх-р Сергей Гингер;  781711203170006
- № 9 — дача Фертиц, 1907—1908. Дача в Сестрорецке была построена по проекту Сергея Гингера для художницы Санкт-Петербургской Консерватории Лидии Фёдоровны Фертиг. С 1917 года арендовал дачу известный юрист, адвокат Оскар Грузеберг[2]. После революции в здании работал санаторий. В 2008 году дачу практически уничтожил пожар, в 2019-м в руинированном состоянии она была продана с торгов. Указывая на неудовлетворительное состояние здания, новый собственник добился, чтобы КГИОП лишил дачу статуса объекта культурного наследия. Против выступали градозащитники, возражая, что по подобной логике любое историческое здание можно довести до разрушения, а потом снять с охраны и перестроить[3][4]. Тем не менее, КГИОП распорядился исключить дачу из реестра памятников, от нового владельца требуется восстановить внешний облик здания, без воссоздания интерьеров[5].  7831294000
- № 13/Набережная реки Сестры, 44 — дача Г. Г. Бескараваева, 1904—1907  7831297000

## Перекрёстки
- Улица Андреева / Купальный переулок
- Оранжерейная улица
- Набережная реки Сестры